# Loi du 16 juin 1859 sur l'extension des limites de Paris
La loi du 16 juin 1859 ou loi sur l'extension des limites de Paris est une loi française relative à l'administration territoriale de Paris, entrée en vigueur au 1er janvier 1860, qui agrandit par l'annexion totale ou partielle de communes la ceinturant.
Le processus est conduit dans la période du Second Empire par Georges Eugène Haussmann dit le baron Haussmann, préfet de la Seine depuis 1853, sous la direction de Napoléon III.

## Évolution du projet

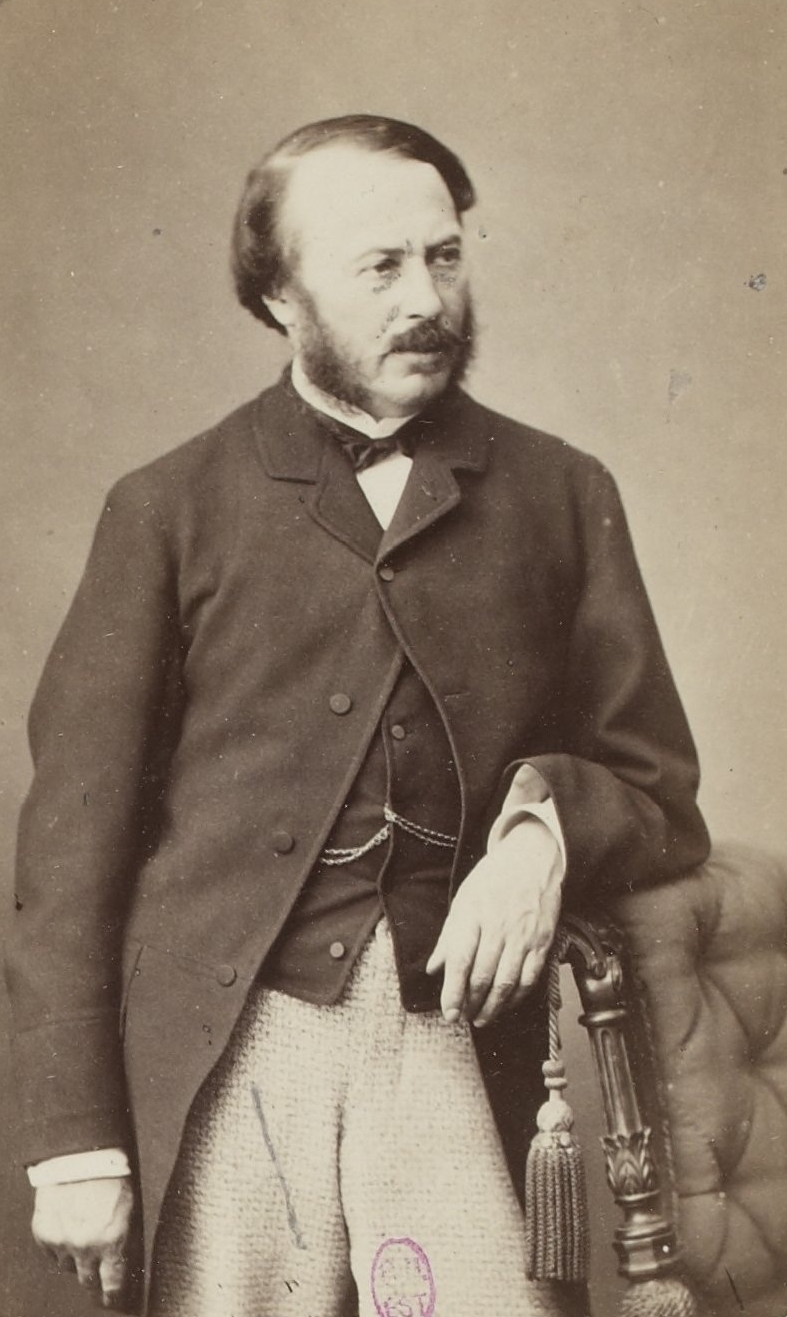
Cliché du baron Haussmann.

Bien que le futur empereur se soit engagé par écrit en novembre 1852 à ne pas déplacer les barrières de l'octroi parisien, Napoléon III se persuade progressivement du besoin d'un « Grand Paris ». Dès 1853, il établit une « Commission des embellissements de Paris » présidée par le comte Henri Siméon .
Si Paris n'est encore saturé dans ses anciennes limites, la réorganisation a également des buts politiques : vouloir réduire la capacité d'opposition du mouvement ouvrier de la commune de Belleville et du quartier du faubourg Saint-Antoine, qui sont répartis sur deux arrondissements différents, car pour le souvenir des journées révolutionnaires de juin 1848 dans ces quartiers est encore vif. Au-delà de l'annexion, dans un contexte marqué par le développement du chemin de fer, le but est également de repousser les usines installées et leur personnel vers la banlieue.
La loi du 18 juillet 1837 sur l'administration communale impose au gouvernement que son projet de modification passe par le vote d'une loi et soit précédé d'une enquête publique, qui se tient du 13 au 27 février 1859, et à laquelle participent 4 500 personnes, laissant pour la plupart un avis négatif dans les registres. Parmi les conseils municipaux consultés, sept rendent un avis négatif : La Villette, Bercy, Ivry, Montrouge, Vaugirard, Grenelle et Auteuil. Après l'intégration de quelques amendements mineurs la loi est adoptée par les deux chambres du Parlement.
Le 1er janvier 1860, en application de la loi du 16 juin 1859, les faubourgs de Paris compris entre l'ancien mur des Fermiers généraux et l'enceinte de Thiers sont annexés. La construction des fortifications à partir de 1841 avait alors empiété sur les territoires de vingt communes.
Paris s'agrandit ainsi de 4 365 hectares et passe de 3 438 hectares en 1859 à 7 802 hectares en 1860 (respectivement de 3 228 ha à 7 088 ha, emprise de la Seine non comprise). Cela conduit à la création de vingt arrondissements nouveaux, dont le découpage et la numérotation en spirale diffèrent totalement de l'ancienne répartition.

## Nouvelles délimitations communales

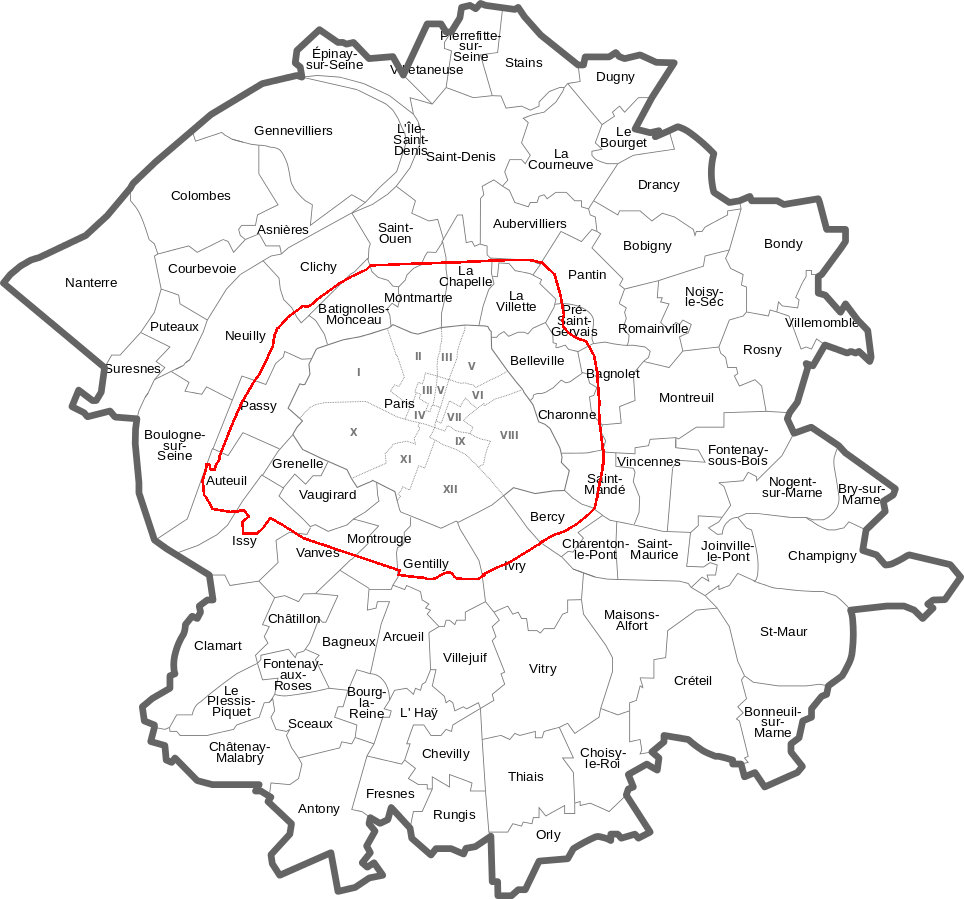
La Seine et ses communes avant les annexions de 1860 au profit de Paris (ligne rouge).

La loi affecte les contours de vingt-huit autres communes de la Seine (onze étant supprimées et dix-sept ayant leurs contours modifiés), les limites de sept des huit cantons existant en dehors de Paris et les frontières des trois arrondissements départementaux de la Seine,.
Quatre communes sont intégralement absorbées par Paris :
- Belleville (intégrée aux 19e et 20e arrondissement de Paris) ;
- La Villette (19e) ;
- Vaugirard (15e) ;
- Grenelle (15e).

Sept communes sont absorbées en partie par Paris et en partie par d'autres communes :
- Auteuil (16e et Boulogne) ;
- Passy (16e et Boulogne) ;
- Batignolles-Monceau (17e et Clichy) ;
- Bercy (12e et Charenton) ;
- La Chapelle (18e, Aubervilliers, Saint-Denis et Saint-Ouen) ;
- Charonne (20e, Bagnolet et Montreuil) ;
- Montmartre (18e et Saint-Ouen).

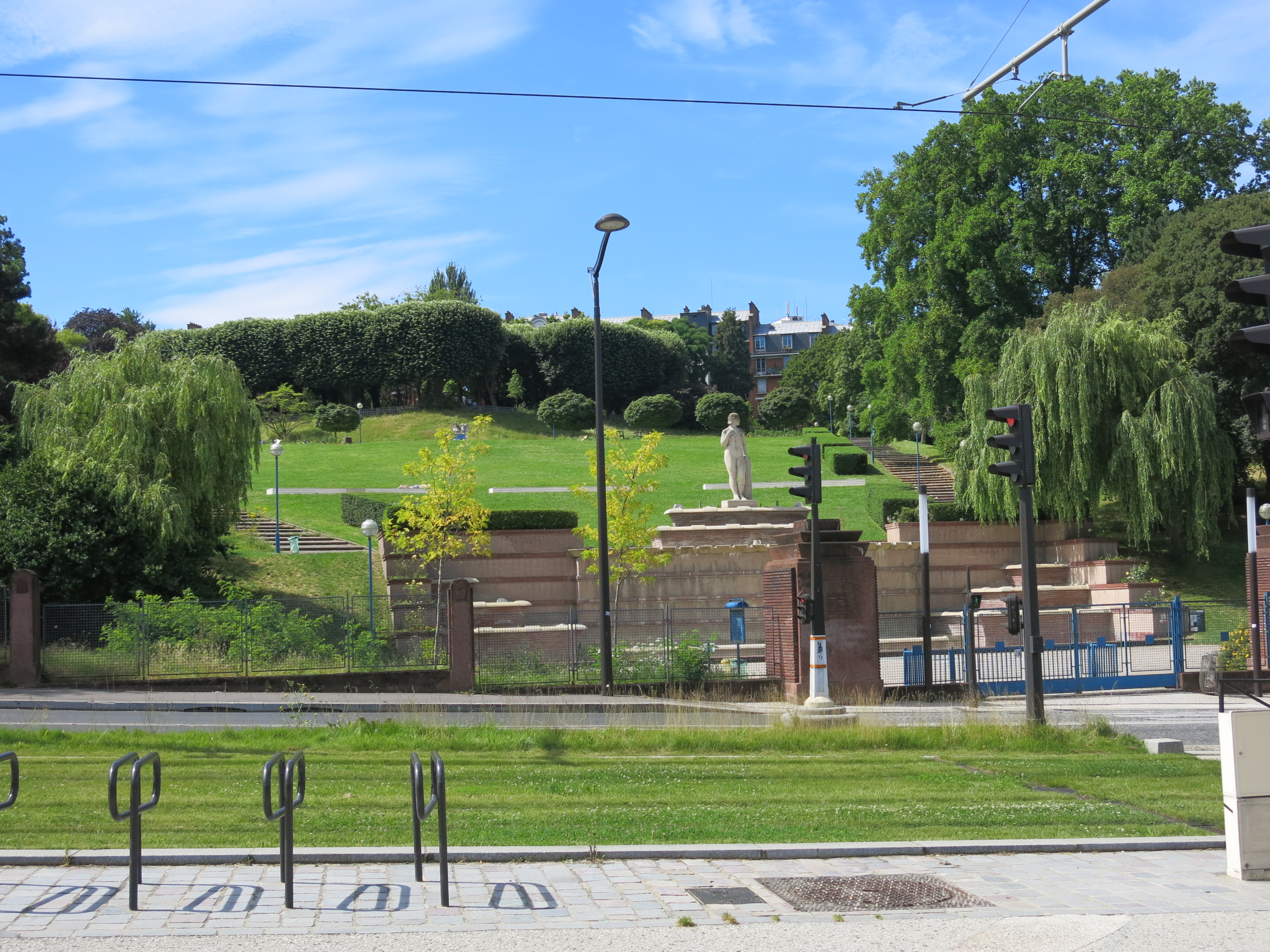
La Butte-du-Chapeau-Rouge est une ancienne partie du Pré-Saint-Gervais incluse dans le 19earrondissement de Paris.

Parmi les dix-sept autres communes affectées :
- Neuf d'entre elles perdent une partie de leur territoire au profit de Paris :
  - Gentilly (quartiers de Croulebarbe et de Maison-Blanche, dans le 13e) ;
  - Issy (quartier de Javel dans le 15e) ;
  - Ivry (13e) ;
  - Le Pré-Saint-Gervais (19e) ;
  - Montrouge (quartier du Petit-Montrouge dans le 14e) ;
  - Neuilly (quartier des Ternes dans le 17e) ;
  - Pantin (19e) ;
  - Saint-Mandé (quartiers du Bel-Air et de Picpus dans le 12e) ;
  - Vanves (14e).

- Quatre communes cèdent une partie de leur territoire à Paris mais récupèrent du territoire d'autres communes :
  - Aubervilliers (19e) ;
  - Bagnolet (20e) ;
  - Clichy (17e) ;
  - Saint-Ouen (18e).

- Quatre communes voient leur territoire s'agrandir :
  - Saint-Denis ;
  - Boulogne ;
  - Montreuil ;
  - Charenton-le-Pont.

## Conséquences
Les territoires annexés perdent une partie de leur autonomie politique, qui avait été restreinte d'abord par la loi du 10 juin 1853 qui étendait à toutes les communes du département de la Seine les pouvoirs du préfet de police exercés à Paris, puis par la loi du 5 juillet 1855 par laquelle les conseils municipaux n'étaient plus élus mais nommés par le gouvernement.
L'extension des limites de Paris en repousse également les barrières d'octroi, taxe indirecte sur les produits les franchissant, et qui avait contribué au départ dans les communes limitrophes de populations modestes y trouvant un coût de la vie moindre et des loyers plus faibles. Le phénomène est mis en évidence par les recensements de 1851 et 1856. La loi de 1859 prévoit des mesures transitoires seulement pour les foyers aisés et les commerces de gros. L'exemption de taxes est accordée pendant cinq ans aux usines et commerces implantés dans la couronne afin de dissuader les industriels de s'établir dans les anciennes limites de Paris et d'y limiter l'importance de la classe ouvrière.